# Piz Rondadura
Piz Rondadura – szczyt w Alpach Lepontyńskich, części Alp Zachodnich. Leży w Szwajcarii na granicy kantonów Gryzonia i Ticino. Należy do podgrupy Alpy Monte Leone – Świętego Gotarda.